# Кох, Йохан Петер
Йохан Петер Кох (англ. Johan Peter Koch; 1870 — 1928) — датский капитан, полярный исследователь, участник нескольких гренландских экспедиций, возглавляемых в том числе Людвигом Мюлиусом-Эриксеном и Альфредом Вегенером (в экспедиции последнего в 1912—1913 годах по пересечению Гренландии руководил санной партией).

## Биография
Родился 15 января 1870 года.

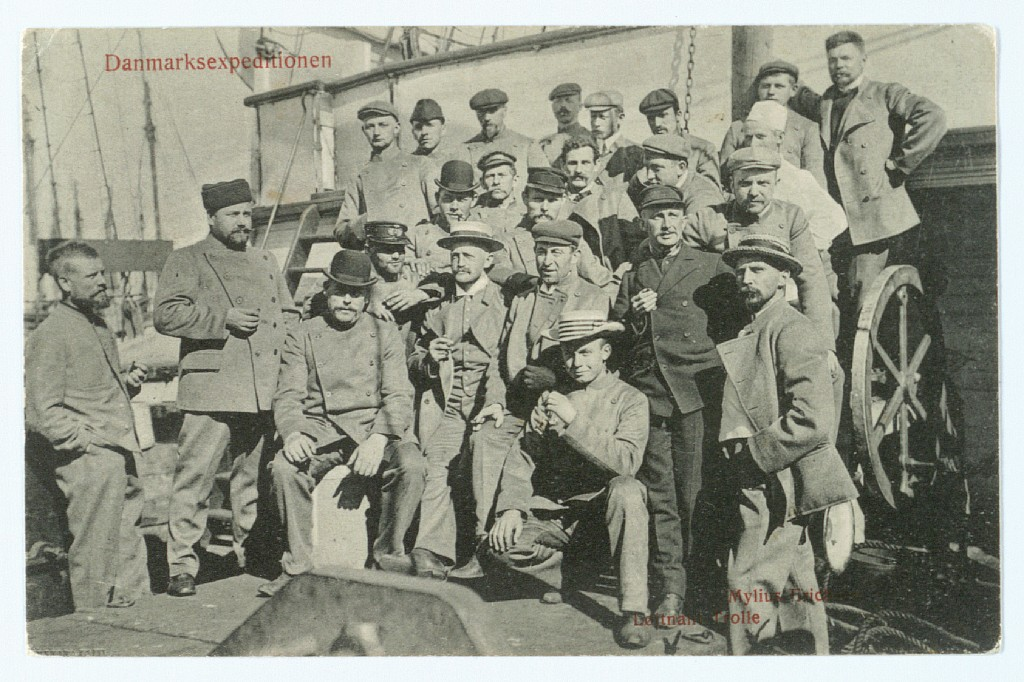
Члены датской экспедиции на борту корабля «Дания», Йохан Кох крайний слева

Участвовал в экспедиции Амдрупа в восточную часть Гренландии в 1900 году и был одним из участников штаба в геодезических экспедициях в Исландию 1903—1904 годов. В 1906—1908 годах был членом датской экспедиция под руководством Людвига Мюлиус-Эриксена, который нанес на карту последние неизвестные части северо-восточного побережья Гренландии. Со смертью Мюлиус-Эриксена и двух других членов экспедиции вместе с гренландцем Tobias Gabrielsen совершили поисковую экспедицию из Данмарксхавна на Землю Пири, но нашли только тело гренландца Йёргена Брёнлунна.
В 1912—1913 годах вместе с Альфредом Вегенером участвовал в экспедиции на материковый лёд Гренландии.
Умер 13 января 1928 года в Копенгагене. Среди прочих наград имел датский орден Данеброга, медаль  шведского общества антропологии и географии (англ. Swedish Society for Anthropology and Geography); был членом Международной Полярной комиссии (англ. International Polar Commission).